# Lisa Lynn Masters
Lisa Lynn Masters (20 de marzo de 1964 – 15 de noviembre de 2016) fue una actriz estadounidense, escritora y modelo.

## Biografía
Nació en Omaha, Nebraska, y creció en Asheville, Carolina del Norte. Se graduó por la Appalachian Universidad Estatal en Radio con una subespecialización en danza moderna. Más tarde asistió a la Columbia Escuela de Licenciado Universitario de Periodismo.

## Carrera
Después de la Universidad, Lisa trabajó como modelo y reportera de noticias y acreditó un rol como reportera en el largometraje El Asedio. Apareció en anuncios de televisión y más tarde, en el largometraje The Stepford Wives.
Continuó modelando y actuó en varias series televisivas, incluyendo un episodio cada cual en Orden & de Ley: Criminal Intent y Orden & de Ley: Unidad de Víctimas Especiales, Betty Fea y Unbreakable Kimmy Schmidt.

## Vida personal
Se casó con Williams Brooks en 2004. Residieron en Brooklyn, Ciudad de Nueva York, Nueva York. Era practicante de artes de la curación.
Cerca de la medianoche del 15 de noviembre de 2016, fue encontrada muerta en una habitación de hotel en Lima, Perú por trabajadores del hotel. Se sospecha de suicidio, encontrándola colgando, y la policía dijo había antidepresivos junto a su teléfono celular que tenía mensajes instrucciones de cómo contactar su familia en EE. UU. Dejó dos cartas, en una discute su historia de enfermedad mental.